# Johan Hjort
Johan Hjort (ur. 18 lutego 1869 w Oslo, zm. 7 października 1948 tamże) – norweski biolog morza, zoolog i oceanograf. Jego synem był Johan Bernhard Hjort.